# Ivor Novello
Ivor Novello, ursprungligen David Ivor Davies, född 15 januari 1893 i Cardiff, död 6 mars 1951 i London, var en walesisk skådespelare, regissör, manusförfattare och sångtextförfattare. Han porträtteras i filmen Gosford Park.
Han har gett namn till priset Ivor Novello Awards, som delats ut till brittiska låtskrivare sedan 1955.

## Filmografi (urval)
- 1921 – Karneval
- 1927 – The Lodger: A Story of the London Fog